# Jørgen Jørgensen Urne
Jørgen Jørgensen Urne (død 1510), dansk landsdommer.
Han var søn af Jørgen Urne og dennes første hustru. Han arvede efter faderen herregården Hindemae, hvor han dog først måtte købe et par af sine brødre ud.
Blandt hans brødre var domprovst Hans Jørgensen Urne, biskop Lage Jørgensen Urne, Johan Jørgensen Urne og rigsråd Knud Jørgensen Urne.
Han var som landsdommer på Fyn i årene 1494-1508. I 1497 var han lensmand på Hagenskov, og en enkelt gang (formentlig 1504, i alle fald i tiden 1503-5) nævnes han som rigsråd, hvad der dog næppe er rigtigt, da hans navn i 1507 forekommer anført efter rigsråders.
Han var gift med Mette Clausdatter Huitfeldt, datter af Claus Henriksen Huitfeldt. Hun overlevede ham og endnu var i live i 1516.